# 답지 않아
〈답지 않아〉(らしくない 라시쿠나이[*])는 NMB48의 10번째 싱글이다.

## 개요
전작 〈이비사걸〉로부터 약 5개월 만의 발매이다. 전작은 전달 한정이었기 때문에, 싱글 악곡으로서는 약 8개월 만이 된다.

## 수록곡

### Type-A
CD
1. らしくない / 답지 않아
(작사: 아키모토 야스시 / 작곡: 오오니시 토시나리 / 편곡: 노나카 “마사” 유이치)
2. 友達 / 친구
(작사: 아키모토 야스시 / 작곡: 타다 신야 / 편곡: 시마다 타카시)
3. 休戦協定 / 휴전협정 - 팀N
(작사: 아키모토 야스시 / 작곡·편곡: you-me)
4. らしくない off vocal ver.
5. 友達 off vocal ver.
6. 休戦協定 off vocal ver.

DVD
1. らしくない 뮤직 비디오
2. らしくない 뮤직 비디오 댄싱 버전
3. 休戦協定 뮤직 비디오
4. 특전 영상 코타니 리호 독연회 〈총집편〉

### Type-B
CD
1. らしくない / 답지 않아
2. 友達 / 친구
3. 右にしてるリング / 오른쪽에 끼고 있는 링 - 팀M
(작사: 아키모토 야스시 / 작곡: 이리에 토오루 / 편곡: 와카타베 마코토)
4. らしくない off vocal ver.
5. 友達 off vocal ver.
6. 右にしてるリング off vocal ver.

DVD
1. らしくない 뮤직 비디오
2. らしくない 뮤직 비디오 댄싱 버전
3. 右にしてるリング 뮤직 비디오
4. 특전 영상 첫 훌쩍 떠나는 2인 여행 〈아카시 나츠코/야마오 리나 편〉
5. 특전 영상 첫 훌쩍 떠나는 1인 여행 〈스토 리리카 편〉

### Type-C
CD
1. らしくない / 답지 않아
2. 友達 / 친구
3. スターになんてなりたくない / 스타 따윈 되고 싶지 않아 - 팀BII
(작사: 아키모토 야스시 / 작곡: 타무라 신지 / 편곡: 사사키 유)
4. らしくない off vocal ver.
5. 友達 off vocal ver.
6. スターになんてなりたくない off vocal ver.

DVD
1. らしくない 뮤직 비디오
2. らしくない 뮤직 비디오 댄싱 버전
3. スターになんてなりたくない 뮤직 비디오
4. 특전 영상 NMB48 feat.요시모토 신 희극 Vol.10

### 극장반
CD
1. らしくない / 답지 않아
2. 友達 / 친구
3. アスファルトの涙 / 아스팔트의 눈물
(작사: 아키모토 야스시)
4. らしくない off vocal ver.
5. 友達 off vocal ver.
6. アスファルトの涙 off vocal ver.

## 선발 멤버

### 답지 않아
(센터:시로마 미루, 야구라 후코)
- 이치카와 미오리, 우메다 아야카, 카시와기 유키, 카토 유카, 카도와키 카나코, 키노시타 모모카, 쿠시로 리나, 코타니 리호, 시부야 나기사, 죠니시 케이, 시로마 미루, 타니가와 아이리, 타카야나기 아카네, 니시무라 아이카, 후지에 레이나, 무라세 사에, 야구라 후코, 야부시타 슈, 야마다 나나, 야마모토 사야카, 요시다 아카리, 와타나베 미유키

### 친구
- 야마다 나나, 야마모토 사야카

### 휴전협정
〈team N〉 명의
(센터:야마모토 사야카, 카시와기 유키)
- 오오타 유리, 카시와기 유키, 카토 유카, 키시노 리카, 코노 사키, 코가 나루미, 코타니 리호, 죠니시 케이, 스토 리리카, 니시무라 아이카, 무라시게 안나, 무로 카나코, 야마우치 츠바사, 야마기시 나츠미, 야마구치 유키, 야마모토 사야카, 요시다 아카리

### 오른쪽에 끼고 있는 링
〈team M〉 명의
(센터:야구라 후코)
- 아즈마 유키, 이시즈카 아카리, 오키타 아야카, 카와카미 레나, 키노시타 모모카, 쿠시로 리나, 콘도 리나, 시로마 미루, 타카노 유이, 타케이 사라, 타니가와 아이리, 후지에 레이나, 미우라 아리사, 미타 마오, 무라카미 아야카, 무라세 사에, 야구라 후코, 야마다 나나

### 스타 따윈 되고 싶지 않아
〈team BII〉 명의
(센터:와타나베 미유키)
- 이지리 안나, 이소 카나에, 이치카와 미오리, 우에다 미레이, 우메다 아야카, 카도와키 카나코, 카미에다 에미카, 카와카미 치히로, 키노시타 하루나, 쿠사카 코노미, 쿠로카와 하즈키, 시부야 나기사, 타카야나기 아카네, 나이키 코코로, 하야시 모모카, 야부시타 슈, 와타나베 미유키

### 아스팔트의 눈물
- 아카시 나츠코, 이시다 유미, 우노 미즈키, 오단 마이, 죠 에리코, 테루이 호노카, 나카노 레이나, 니시자와 루이나, 마츠오카 치호, 마츠무라 메구미, 모리타 아야카, 야마오 리나